# Paul Verschuren
Paul Verschuren S.C.I., né à Bréda le 26 mars 1925 et mort à Helsinki le 19 février 2000, est un missionnaire et prélat déhonien néerlandais. Il fut évêque d'Helsinki de 1967 à 1998.

## Biographie
Après avoir obtenu son baccalauréat en 1943, Paul Verschuren rejoint la congrégation du Sacré-Cœur de Saint-Quentin. Il étudie la théologie et la philosophie et est ordonné prêtre le 19 mars 1950. Il poursuit ensuite ses études à Rome où il obtient son doctorat en droit canonique en 1954. En 1960, il obtient également un diplôme en jurisprudence.
Paul Verschuren est nommé évêque coadjuteur d'Helsinki et évêque titulaire (in partibus) d'Aquae Sirenses le 21 avril 1964. Son ordination épiscopale est célébrée le 16 août 1964. À Helsinki, il travaille sous la direction de l'évêque - également néerlandais -  Mgr Willem Cobben. Il participe à la dernière session du Concile Vatican II. Le 29 juin 1967, il succède à Mgr Cobben comme évêque d'Helsinki. Il a présidé la Conférence des évêques scandinaves à plusieurs reprises. De 1967 à 1972, il a été membre de la Congrégation pour l'Évangélisation des Nations.
En 1998, Mgr Verschuren reçoit un diagnostic de leucémie. Il prend congé de son diocèse et sa démission est acceptée plusieurs mois plus tard par le pape Jean-Paul II qui nomme Józef Wróbel comme son successeur. Mgr Verschuren meurt en 2000 et est enterré au cimetière catholique de Turku,.